# DProjekt
D:Projekt war eine christliche Rock/Pop-Band, die 2002 in Dresden gegründet wurde.

## Geschichte
2002 taten sich die drei Brüder Nathanael, Daniel und Benjamin Wendt mit ihren Freunden Stephan Hübler und Christoph Uschner zusammen, um ein paar Lieder einzuproben. Anders als bei vorangegangenen Projekten beschlossen sie deutsche Texte zu singen, worauf auch ihr Name (steht für deutsch Projekt) basiert. Einige Monate nach der Bandgründung hatten sie bereits zehn Lieder einstudiert, Ende 2002 traten sie beim Christival in Kassel vor 25.000 Menschen auf.
2003 veröffentlichten sie ihre erste Single Wann immer du willst. Nach vielen Konzerten in Deutschland gewannen [d:projekt] beim ostdeutschen Musikwettbewerb f6 Music Award den dritten Platz. Die inzwischen bekanntere Single schaffte es durch diesen Erfolg in die NRJ-Charts. 2004 produzierten D:Projekt den Titelsong zu den Bob-Weltmeisterschaften ein, der weltweit ausgestrahlt wurde. Auch Zeitschriften wie die christliche Jugendzeitschrift Teensmag oder das YOU!-Magazin erwähnten die Dresdner Gruppe, und 2005 hatte D:Projekt ihren ersten TV-Auftritt im MDR. 2006 kam das erste Album [d:projekt] auf den Markt. Wegen gesundheitlicher Probleme musste Christoph Uschner die Band 2008 verlassen.
Nach 14 Jahren löste sich die Band im Oktober 2016 auf. Begründet wurde dies mit anderen Aktivitäten der Bandmitglieder. Einige der Musiker engagieren sich im Nachfolgeprojekt Bye Bye Goliath.

## Diskografie
- 2003: Wann immer du willst (Single)
- 2006: D:Projekt (Album)
- 2008: Sofakosmos (Album)
- 2012: Nimm dir die Welt (Album)